# Mauricio Hénao
Mauricio Hénao (Armenia, 1987. február 16. –) kolumbiai színész és modell.

## Élete és pályafutása
1987. február 16-án született Armeniában. 
2010-ben szerepet kapott az Elisa nyomában című sorozatban a Telemundónál. 2011-ben a Grachi című sorozatban Tony szerepét játszotta 3 évadon keresztül. 2012-ben főszerepet játszott Az utolsó évben.

## Filmográfia
| Év        | Cím                  | Magyar cím     | Szerep                     | Magyarhang      |
| --------- | -------------------- | -------------- | -------------------------- | --------------- |
| 2010      | ¿Dónde está Elisa?   | Elisa nyomában | Eduardo Cáceres            |                 |
| 2010      | El fantasma de Elena |                | Michell                    |                 |
| 2011      | Mi corazón insiste   | Szalamandra    | Daniel Santacruz Palacios  | Markovics Tamás |
| 2011—2013 | Grachi               |                | Antonio "Tony" Gordillo    |                 |
| 2013      | La tempestad         | A vihar        | Valentin                   |                 |
| 2014      | La Impostora         |                | Jorge Andrés León Altamira | Markovics Tamás |

## Díjak és jelölések
| Év   | Díj                       | Kategória                    | Telenovella        | Eredmény |
| ---- | ------------------------- | ---------------------------- | ------------------ | -------- |
| 2012 | Miami Life Awards         | Legjobb férfi mellékszereplő | Mi corazón insiste | Jelölés  |
| 2012 | Kids Choice Awards México | Kedvenc férfi mellékszereplő | Grachi             | Jelölés  |